# 自布寺
```
   
自布寺
是位于中国
四川省
甘孜州
丹巴县
梭坡乡的一座寺庙，全称“自布雍仲德丹岭寺”，位于梭坡乡莫洛村东南方向大渡河畔，距丹巴县城约五公里，Google卫星图坐标(30.837298, 101.934842)，属于藏传佛教中的本教派系。寺庙的主持是格桑增珠活佛。
```

```
   自布寺是梭坡乡嘉绒藏族四个村落弄仲、共布、东风、莫洛的宗教活动中心。据传该寺有一千余年历史，解放前夕共有喇嘛24名，到民改前为25名。
```

```
   相传该寺最早位于梭坡山上一片大森林之中的“夏瓦措”（藏语意为“鹿子海（湖）”）边缘一带，后因发生森林火灾被烧毁。据说夏瓦措神秘无穷，变化多端，平常时隐时现，难以见到，使人无法准确描绘原寺庙所在的具体位置。寺庙烧毁后，幸存的僧侣都回到村寨。后来名为共则拥忠泽成的第一世寺庙掌门活佛将寺庙移建到现共布村潘交的森林中，众人称之为喇嘛旦次。有个下着大雪的晚上，活佛听到异响，推门发现在雪地里留下一串狐狸的足迹且自己的一只鞋也不见了。活佛随狐狸足印一直追踪到“自布寺”现址所在地方，并拾回了那只鞋。此后，众僧们认为是“仙狐”指引了寺庙应建的准确位置，现存的自布寺即成为原寺庙第三次移居的地方。
```

```
   除了以上传说，该寺庙现所在地的各种传奇和自然景观甚多。如在寺庙东方一巨石上有与本教佛号“拥忠”（藏语）相似的标志、南方白石上有佛经“百字经”字样、北方河滩的乱石中一石板上留有活佛拥忠足印，等等。寺庙位于大渡河边，靠河岸的沙滩上有五座自然形成的塔形沙石堆，据说也是该寺建成后名为“自布”（藏语意为“从沙滩上生出成塔”）的由来。
```

```
   寺庙面积广阔，是当地重要的宗教文化场所。可惜于2006年再次遭到火灾焚毁，目前仅存废墟及临时建筑供格桑增珠活佛和僧俗居住并为当地百姓举办法会等宗教文化活动，正在设计图纸，将筹款重建。
```

自布寺短片《空门》第七集-预告 （页面存档备份，存于）
自布寺短片《空门》第七集 - 完整 （页面存档备份，存于）